# GDH 559
La GDH 559 Co., Ltd (in thailandese บริษัท จีดีเอช ห้าห้าเก้า จำกัด), nota semplicemente come GDH, è una compagnia di produzione cinematografica thailandese, sussidiaria del conglomerato GMM Grammy. Venne fondata il 5 gennaio 2016 per rimpiazzare la GMM Tai Hub (GTH), chiusa a causa di conflitti interni.
È una joint venture tra GMM Grammy e Hub Ho Hin, con 59 shareholders sparsi fra esecutivi dell'industria, registi, attori e dipendenti della compagnia. Il numero «559» rappresenta l'anno di fondazione nel calendario thailandese, 2559. Dell'azienda fa parte anche la Jor Kwang Films Co., Ltd, la società di produzione della compagnia controllata dai direttori e produttori della GDH.

## Filmografia
Al 2021, la maggior parte del catalogo GDH è disponibile in streaming in Thailandia sulla piattaforma Disney+ Hotstar. Nel 2023 è stata creata un'unità di distribuzione di film internazionali nota come Open the Box: il primo film straniero distribuito sotto GDH è stato Past Lives di Celine Song.
- One Day, regia di Banjong Pisanthanakun (2016)
- A Gift, regia di Jira Maligool, Nithiwat Tharathorn, Chayanop Boonprakob e Grienggrai Wachiratammapohn (2016)
- Bad Genius, regia di Nattawut Poonpiriya (2017)
- The Promise, regia di Sophon Sakdapisit (2017)
- Brother of the Year, regia di Witthaya Thongyuyong (2018)
- BNK48: Girls Don't Cry, regia di Nawapol Thamrongrattanarit (2018)
- 2,215, regia di Nottapon Boonprakob (2018)
- Homestay, regia di Parkpoom Wongpoom (2018)
- Friend Zone, regia di Chayanop Boonprakob (2019)
- Tootsies and The Fake, regia di Piyachart Thong-Uam (2019)

- Happy Old Year, regia di Nawapol Thamrongrattanarit (2019)
- The ConHeartist, regia di Mez Tharatorn (2020)
- Ghost Lab, regia di Paween Purijitpanya (2021)
- The Medium, regia di Banjong Pisanthanakun (2021)
- One for the Road, regia di Nattawut Poonpiriya (2022)
- Fast and Feel Love, regia di Nawapol Thamrongrattanarit (2022)
- Love Destiny: The Movie, regia di Adisorn Tresirikasem (2022)
- OMG! Oh My Girl, regia di Thitipong Kerdthongtawee (2022)
- You & Me & Me, regia di Wannwaew e Waewawan Hongwiwat (2023)
- Home for Rent, regia di Sophon Sakdapisit (2023)
- Not Friends, regia di Atta Hemwadee (2023)

- Lan Ma, regia di Pat Boonnitipat (2024)
- The Paradise of Thorns, regia di Naruebet Kuno (2024)

### Out the box
- Past Lives, regia di Celine Song (2023)
- Blue Giant, regia di Yuzuru Tachikawa (2024)
- Ferrari, regia di Michael Mann (2024)
- The Substance, regia di Coralie Fargeat (2024)